# Malela Mutuale
Malela Mutuale, né le 18 juin 1991 à Décines-Charpieu dans le Rhône, est un joueur français de basket-ball. Il évolue au poste de meneur.

## Biographie
Le 11 décembre 2014, Malela Mutuale s'engage avec le club d'Aix Maurienne Savoie Basket pour pallier la blessure du meneur titulaire Théo Léon.
Le 8 juillet 2015, il signe au Havre.
Au mois de mai 2020, il prolonge son contrat avec Orléans pour une saison supplémentaire.
Le 16 juillet 2021, il prolonge son contrat avec Orléans Loiret Basket pour une saison supplémentaire. Il va entamer sa cinquième saison dans le Loiret. 
Le 21 décembre 2021, il intègre le top 5 des joueurs le plus capé à Orléans Loiret Basket avec 150 matchs. 
Le 2 juin 2023, il annonce via ses réseaux sociaux qui quitte le club à la fin de son contrat. Il devient le joueur le plus capé d'Orléans Loiret Basket avec 213 matchs durant 6 années passé au club. 
Le 6 décembre 2023, il signe dans le club de Caen Basket Calvados en Nationale 1. Il vient comme pigiste pour un mois mais dans l'espoir de rester toute la saison. 

## Palmarès

### En club
- Champion de France Espoirs en 2011

### Distinctions personnelles
- Meilleur meneur du Championnat de France Espoirs en 2011